# 朗熱城堡
朗熱城堡（法語：Château de Langeais) 是位於法國安德爾-羅亞爾省朗热的一座中世紀時期的法式城堡。現在朗熱城堡是法國的歷史紀念建築，對一般公眾開放。

## 外部連結
- Official website （页面存档备份，存于） （法文）

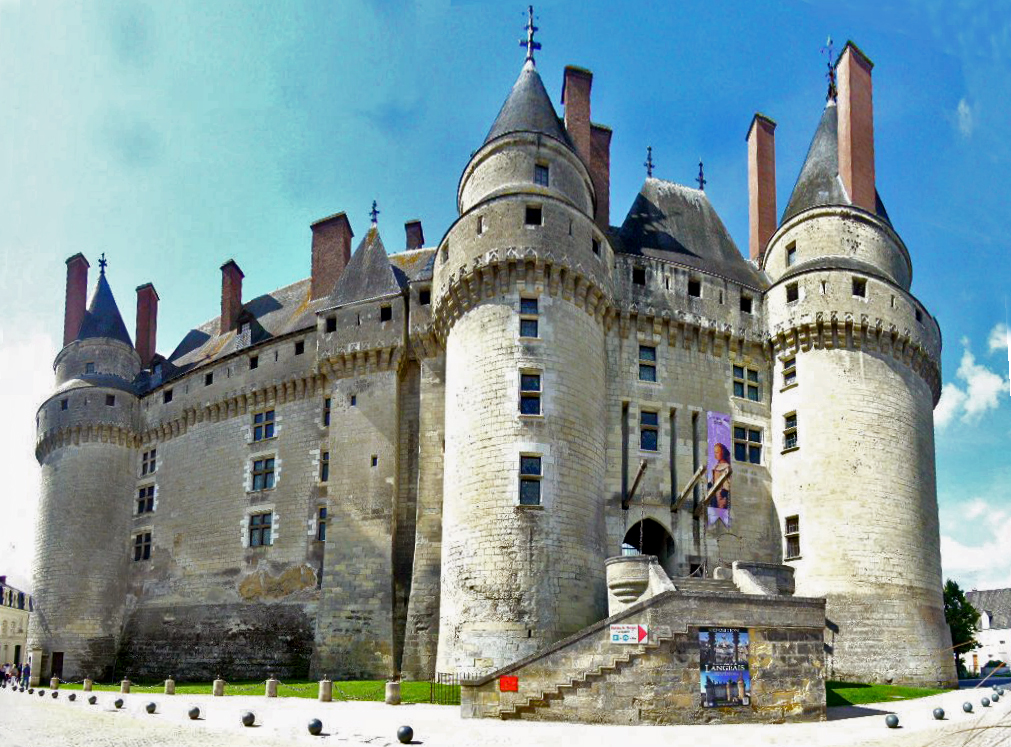
朗熱城堡

- Ministry of Culture database entry for Château de Langeais （页面存档备份，存于） （法文）
- Ministry of Culture photos （页面存档备份，存于）